# Škoda Elroq
Škoda Elroq — електричний компактний кросовер, який виробляється компанією Škoda Auto.   
Elroq базується на платформі MEB, призначеній для електромобілів від Volkswagen Group.  

## Огляд

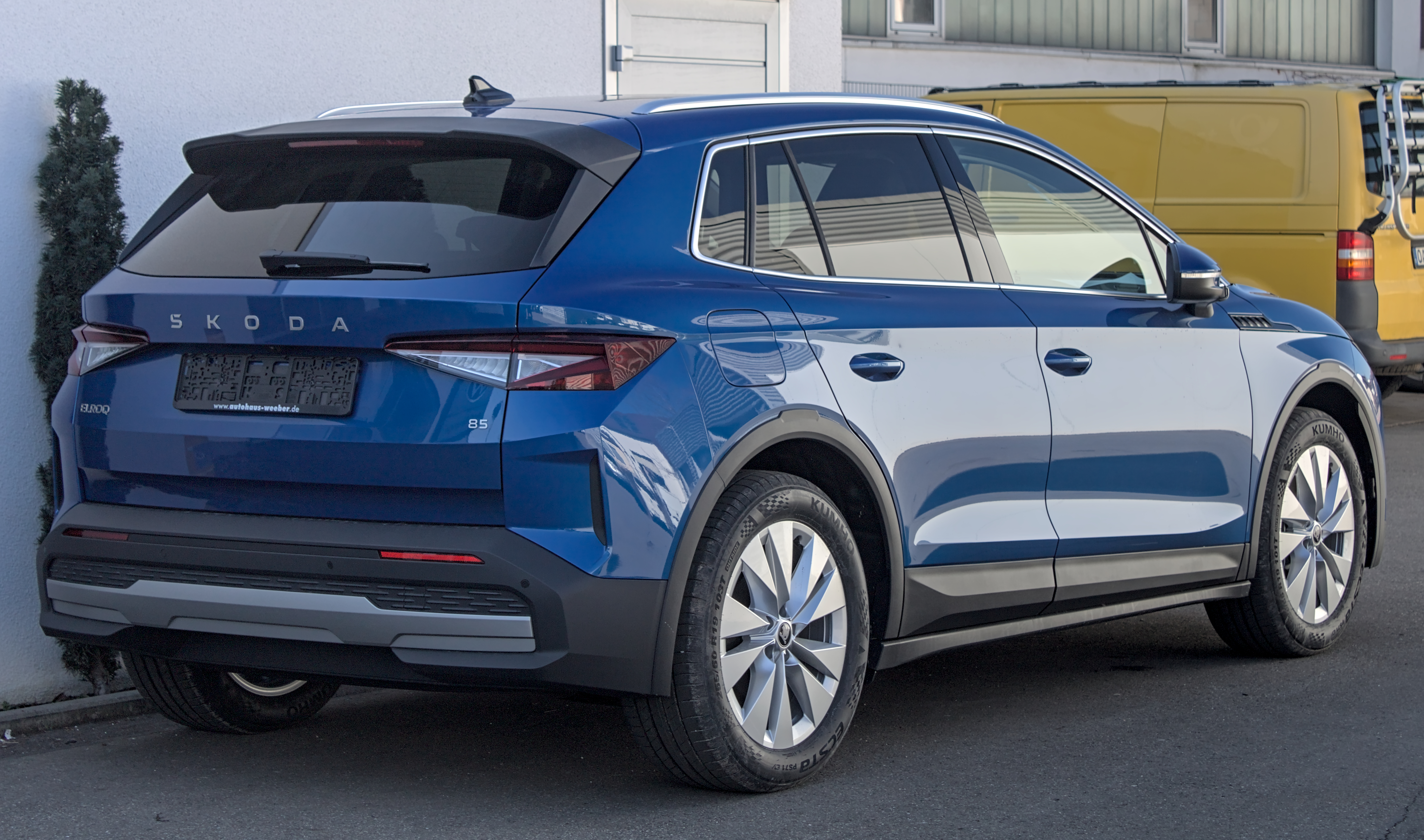
Вид ззаду

Прообразом Elroq є концепт-кар Škoda Vision 7S, представлений у листопаді 2022 року в Празі. Серійну модель було представлено на Паризькому автосалоні в жовтні 2024 року.
Elroq має багато спільних деталей із більшим Enyaq, як-от двері, передні крила та дизайн інтер’єру, але зменшений завдяки скороченню заднього звису.